# Вонашек, Вацлав
Вацлав Вонашек (чеш. Václav Vonášek; род. 6 августа 1980, Блатна) — чешский фаготист, артист Пражского филармонического и Чешского симфонического оркестров, лауреат международных конкурсов.
Вацлав Вонашек учился в консерватории в Пльзене, Пражской Академии искусств и королевском музыкальном колледже в Лондоне. Играл в Пражском филармоническом оркестре, с 2003 года он — артист Чешского симфонического оркестра. С 2004 года Вонашек неоднократно становился лауреатом ряда престижных музыкальных конкурсов, включая конкурс ARD в Мюнхене и дважды фестиваль «Пражская весна».
Вацлав Вонашек выступает также как солист и камерный музыкант, постоянно пропагандируя фагот как сольный инструмент. Он — основатель и участник нескольких камерных ансамблей: Пражского ансамбля фаготистов , трио Arundo и октета PhilHarmonia. Вацлав Вонашек играет на фаготе модели Schreiber S91 Prestige.